# Ostichthys acanthorhinus
Ostichthys acanthorhinus är en fiskart som beskrevs av Randall, Shimizu och Yamakawa 1982. Ostichthys acanthorhinus ingår i släktet Ostichthys och familjen Holocentridae. Inga underarter finns listade i Catalogue of Life.